# 鹿の子遺跡
座標: 北緯36度12分16.1秒 東経140度15分55.2秒 / 北緯36.204472度 東経140.265333度
鹿の子遺跡（かのこいせき）は、茨城県石岡市鹿の子にある古代の常陸国府関連の遺跡。出土した漆紙文書が2002年（平成14年）1月25日に茨城県指定有形文化財（歴史資料）に指定されている。なお、遺跡を3つに分け、それぞれ鹿の子A遺跡・鹿の子B遺跡・鹿の子C遺跡と呼ぶ場合もあるが、これらは発掘調査上の都合で付けられたものである。

## 概要
常陸国の国分尼寺跡から北に300メートルの位置にあり、常磐自動車道の工事に関連して1979年（昭和54年）から3年間かけて公益財団法人茨城県教育財団によって発掘調査が実施された。
10万平方メートルを超える規模の遺跡からは奈良時代後期から平安時代前期、恐らくは蝦夷征討などの軍事活動に関連して設置されたとみられる工房およびそれに関連した竪穴建物・掘立柱建物などの遺構・遺物などが確認された。発掘された遺物は土師器・須恵器・瓦を始め、鞴（ふいご）の羽口や砥石などの工具、武器や農具、工具に用いられた鉄製品や銅製品などが代表的なものであるが、C遺跡からは漆紙文書も発見されている。漆紙文書の中には計帳や調帳などの行政文書や延暦9年（780年）の具注暦の一部なども含まれている。